# Ischnoplax incurvata
Ischnoplax incurvata är en blötdjursart som först beskrevs av Eugène Leloup 1953.  Ischnoplax incurvata ingår i släktet Ischnoplax och familjen Ischnochitonidae. Inga underarter finns listade i Catalogue of Life.